# RTL Ski Jumping 2005
RTL Ski Jumping – gra sportowa. Do wyboru jest kilka trybów zabawy. W przeciwieństwie do poprzednich wersji gry, w których braliśmy udział, tym razem przygotowano także letnie mistrzostwa, rozgrywane na igelicie. Zawody są rozgrywane na 40 skoczniach (skocznie igelitowe, dzienne i nocne są liczone oddzielnie). Zadbano także o stopniowany poziom trudności. Gracz ma także możliwość utworzenia własnej postaci.